# Židovský hřbitov ve Velkých Karlovicích
Židovský hřbitov ve Velkých Karlovicích se nachází nedaleko obce v údolí Jezerné. Na hřbitově, založeném v roce 1887, se dochovalo několik desítek náhrobků. Je mezi nimi i hrob Salomona Reicha, majitele místních skláren a někdejšího starosty obce.
Byli zde pohřbívání židé místní, ale také pocházející z okolí, např. i z 20 km vzdálené obce Hovězí. Posledním pohřbeným byl v roce 1938 Alois Weis. Na hřbitově stávala márnice, kterou za 2. světové války podpálili fašisté.
V roce 2000 začala hřbitov opravovat Židovská obec z Ostravy. Bylo sem převezeno i několik pomníků z rušeného židovského hřbitova v Rožnově pod Radhoštěm.